# チャオトム
チャオトム（ベトナム語：Chạo tôm / 鮉𩵽）は、ベトナム中部のフエが発祥の伝統的なベトナム料理である。エビをニンニク、エシャロット、砂糖、茹でた豚の脂身、煎った米粉、ヌクマム、黒コショウと合わせてすり身にし、細く切ったサトウキビを軸にして塗りつけ焼いたものである。結婚式や祝日等の特別なパーティーの席でしばしば食べられる。

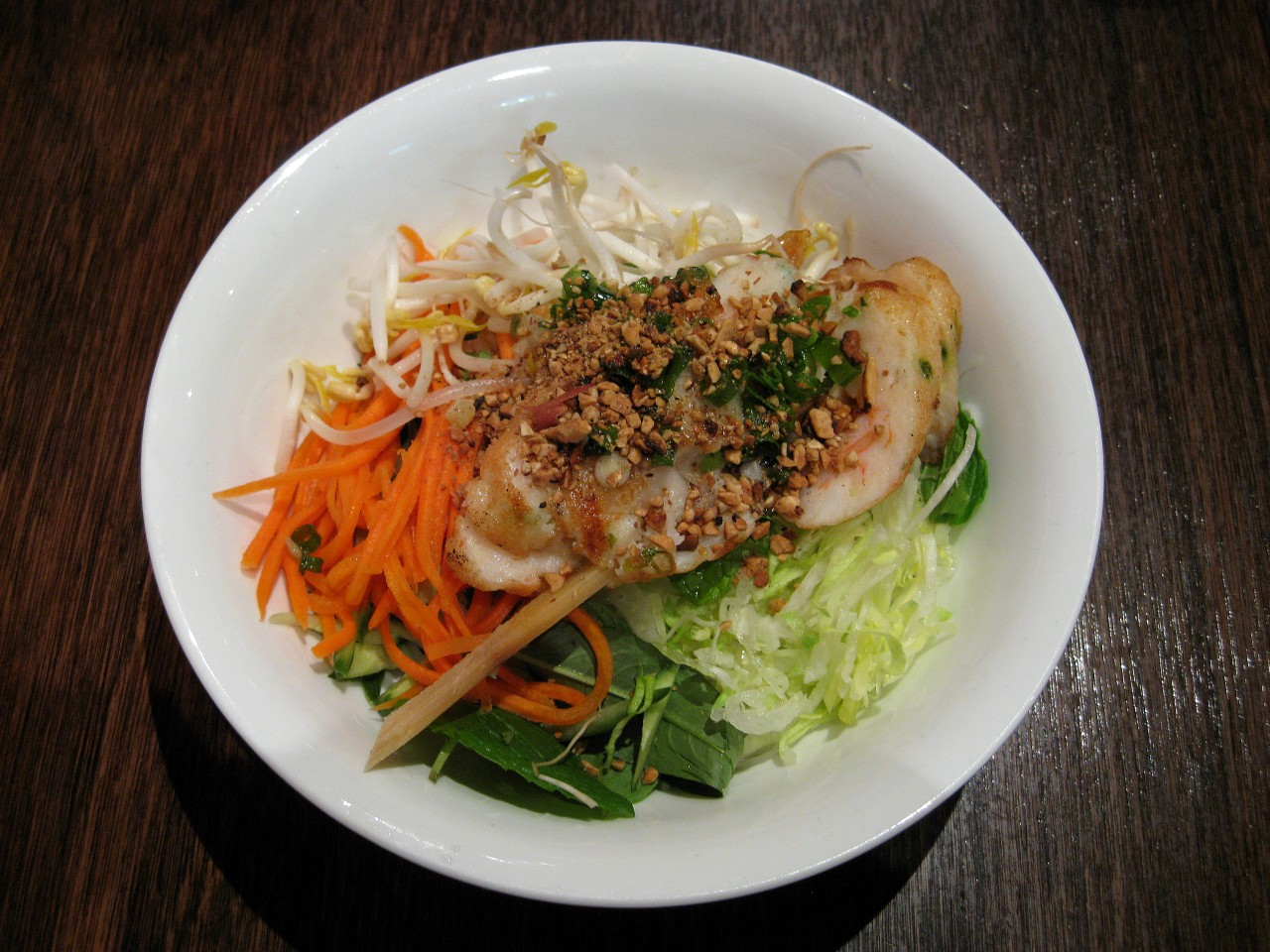
ブン・チャオトム

茹でて冷ましたビーフンにモヤシ、ニンジン、レタス、ミント、砕いたラッカセイ、肉類を盛り付けた冷やし麺料理、ブン（ベトナム語：Bún）にチャオトムをのせると、ブン・チャオトム（ベトナム語：Bún chạo tôm）と呼ばれる。